# N. K. Jemisin

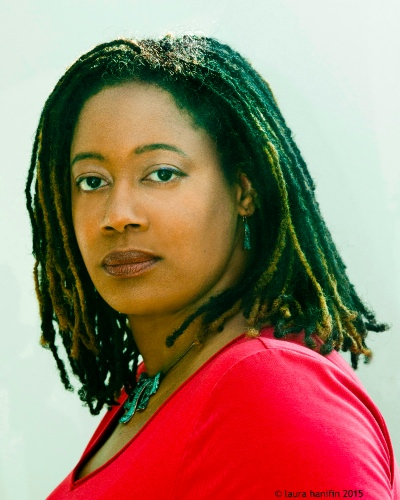
N. K. Jemisin (2015)

Nora Keita Jemisin (* 19. September 1972 in Iowa City) ist eine US-amerikanische Science-Fiction- und Fantasy-Autorin. Sie ist die erste Autorin, die dreimal in Folge den Hugo Award in der Kategorie Best Novel erhalten hat (2016–2018 für die Romane Zerrissene Erde, Brennender Fels und Steinerner Himmel).

## Leben
Jemisin wurde in Iowa City geboren, wuchs jedoch in Mobile im Süden von Alabama sowie in New York City auf. Sie studierte Psychologie an der Tulane University in New Orleans und an der University of Maryland in College Park. Nach zehn Jahren in Massachusetts lebt sie gegenwärtig im New Yorker Stadtbezirk Brooklyn.

## Werk
Jemisin ist zuerst als politische Bloggerin zu feministischen Themen bekannt geworden. Seit 2004 publiziert sie Fantasy- und Science-Fiction-Literatur, die ebenso einen starken feministischen Bezug aufweist. Ihr Erstlingswerk The Hundred Thousand Kingdoms von 2010 wurde mit dem Locus Award als bestes Debüt geehrt. In der Folge wurde sie mehrfach für den Hugo Award und den Nebula Award nominiert. Ihre Romane The Fifth Season und The Obelisk Gate wurden 2016 bzw. 2017, der letzte Band der The Broken Earth-Trilogie (deutsch Die große Stille), The Stone Sky 2018 jeweils mit dem Hugo Award ausgezeichnet. Sie ist damit die erste afroamerikanische Autorin, die den Hugo Award in der Kategorie Bester Roman erhielt, und die erste Autorin überhaupt, die den Hugo Award dreimal in Folge gewinnen konnte. The Stone Sky wurde 2018 auch mit dem Nebula Award als Bester Roman ausgezeichnet und erhielt ebenfalls 2018 den Locus Award in der Kategorie Fantasy. 2018 wurde sie mit dem Karl Edward Wagner Award im Rahmen der British Fantasy Awards ausgezeichnet.
Jemisin gilt als eine der besten modernen Autorinnen der Fantasy-Literatur. Ihre Werke sind sowohl kommerziell als auch bei Literaturkritikern erfolgreich.
In deutschsprachiger Übersetzung sind von ihr bisher die Romane aus der Inheritance Trilogy (deutsch Das Erbe der Götter), Mass Effect: Andromeda – Feuertaufe sowie die drei Teile der Reihe der Broken Earth Trilogy (Die große Stille) erschienen.

## Auszeichnungen
- 2023: Aufnahme in die Science Fiction and Fantasy Hall of Fame[8]
- 2021: Locus Award für The City We Became als bester Fantasy-Roman
- 2020: Hugo Award für Emergency Skin[9]
- 2020: MacArthur Fellowship
- 2019: Locus Award für How Long 'til Black Future Month? als beste Sammlung
- 2018: Karl Edward Wagner Award
- 2018: Hugo Award für The Stone Sky als bester Roman
- 2018: Nebula Award für The Stone Sky als bester Roman
- 2018: Locus Award für The Stone Sky als bester Roman
- 2017: Hugo Award für The Obelisk Gate als bester Roman
- 2016: Hugo Award für The Fifth Season als bester Roman
- 2011: Locus Award für The Hundred Thousand Kingdoms als bester Erstlingsroman
- 2011: Sense of Gender Award für die japanische Übersetzung von The Hundred Thousand Kingdoms

## Bibliografie

### Romane

#### Das Erbe der Götter (The Inheritance Trilogy)
Alle von Helga Parmiter übersetzt.
- The Hundred Thousand Kingdoms. Orbit (US) 2009, ISBN 978-0-316-07597-8.
  - Die Erbin der Welt. Blanvalet 2010, ISBN 978-3-442-26669-2.
- The Broken Kingdoms. Orbit (US) 2010, ISBN 978-0-316-04396-0.
  - Die Gefährtin des Lichts. Blanvalet 2010, ISBN 978-3-442-26670-8.
- The Kingdom of Gods. Orbit 2011, ISBN 978-1-84149-819-5.
  - Die Rivalin der Götter. Blanvalet 2012, ISBN 978-3-442-26671-5.

#### Mass Effect: Andromeda
- Initiation. Titan Books 2017, ISBN 978-1-78565-160-1 (mit Mac Walters)
  - Feuertaufe. Panini 2017, Übersetzer Andreas Kasprzak & Tobias Toneguzzo, ISBN 978-3-8332-3521-4.

#### Die große Stille (The Broken Earth)
Alle übersetzt von Susanne Gerold.
- The Fifth Season. Orbit (US) 2015, ISBN 978-0-316-22929-6.
  - Zerrissene Erde. Knaur 2018, ISBN 978-3-426-52178-6.
- The Obelisk Gate. Orbit (US) 2016, ISBN 978-0-316-22926-5.
  - Brennender Fels. Knaur 2020, ISBN 978-3-426-52516-6.
- The Stone Sky. Orbit (US) 2017, ISBN 978-0-316-22924-1.
  - Steinerner Himmel. Knaur 2020, ISBN 978-3-426-52517-3.

#### Dreamblood
- The Killing Moon. Orbit (US) 2012, ISBN 978-0-316-18728-2.
- The Shadowed Sun. Orbit 2012, ISBN 978-0-356-50077-5.

#### The Great Cities Trilogy
- The City We Became. Orbit (US) 2020, ISBN 978-0-316-50984-8.
  - Die Wächterinnen von New York. Übersetzer: Benjamin Mildner,  Tropen (Klett-Cotta), Stuttgart 2022, ISBN 978-3-608-50018-9.
- The World We Make Orbit (US) 2022, ISBN 978-0-356-51269-3.

### Sammlung
- How Long 'til Black Future Month? Orbit (US) 2018, ISBN 978-0-316-49134-1.

### Als Herausgeberin
- Systems Fail. Aqueduct Press 2014, ISBN 978-1-61976-060-8 (mit Hiromi Goto)
- The Best American Science Fiction and Fantasy 2018. Mariner Books 2018, ISBN 978-1-328-83456-0.

### Sachbuch
- mit Stephen H. Segal, Genevieve Valentine, Zaki Hasan und Eric San Juan: The Sacred Teachings of Nerd Culture. 2011.